# Norbert Stöbe
Norbert Stöbe  (Troisdorf, 1953. október 25. –) német sci-fi-író és műfordító.

## Élete
Norbert Stöbe antropológiát és a szociológiát tanult Bonnban. 1982-től ír regényeket.

## Munkássága
- Spielzeit, 1986
- New York ist himmlisch, 1988
- Namenlos, 1989
- Der Weg nach unten, 1991

## Díjai
- 1988, 1995 Kurd-Laßwitz-díj
- 1992 Német Science Fiction-díj

## Fordítás
- Ez a szócikk részben vagy egészben  a   Norbert Stöbe című német Wikipédia-szócikk fordításán alapul.  Az eredeti cikk szerkesztőit annak laptörténete sorolja fel. Ez a jelzés csupán a megfogalmazás eredetét és a szerzői jogokat jelzi, nem szolgál a cikkben szereplő információk forrásmegjelöléseként.